# Brio (Unternehmen)

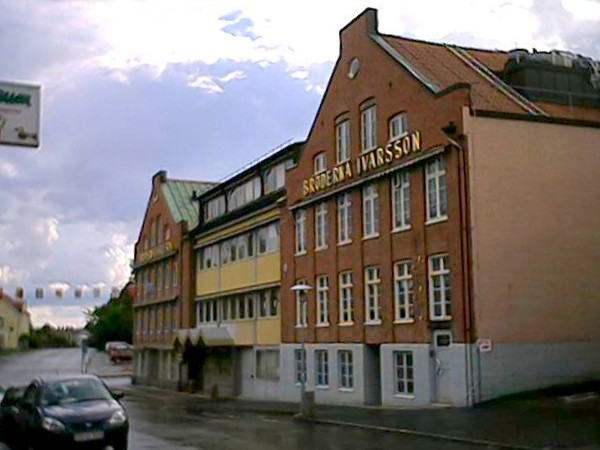
Das Brio-Stammhaus in Osby.

Brio, als Markenname meist BRIO geschrieben, ist der Name eines schwedischen Spielzeugunternehmens. Der Name des Unternehmens entstand aus der Abkürzung Bröderna Ivarsson, Osby („Gebrüder Ivarsson, Osby“).

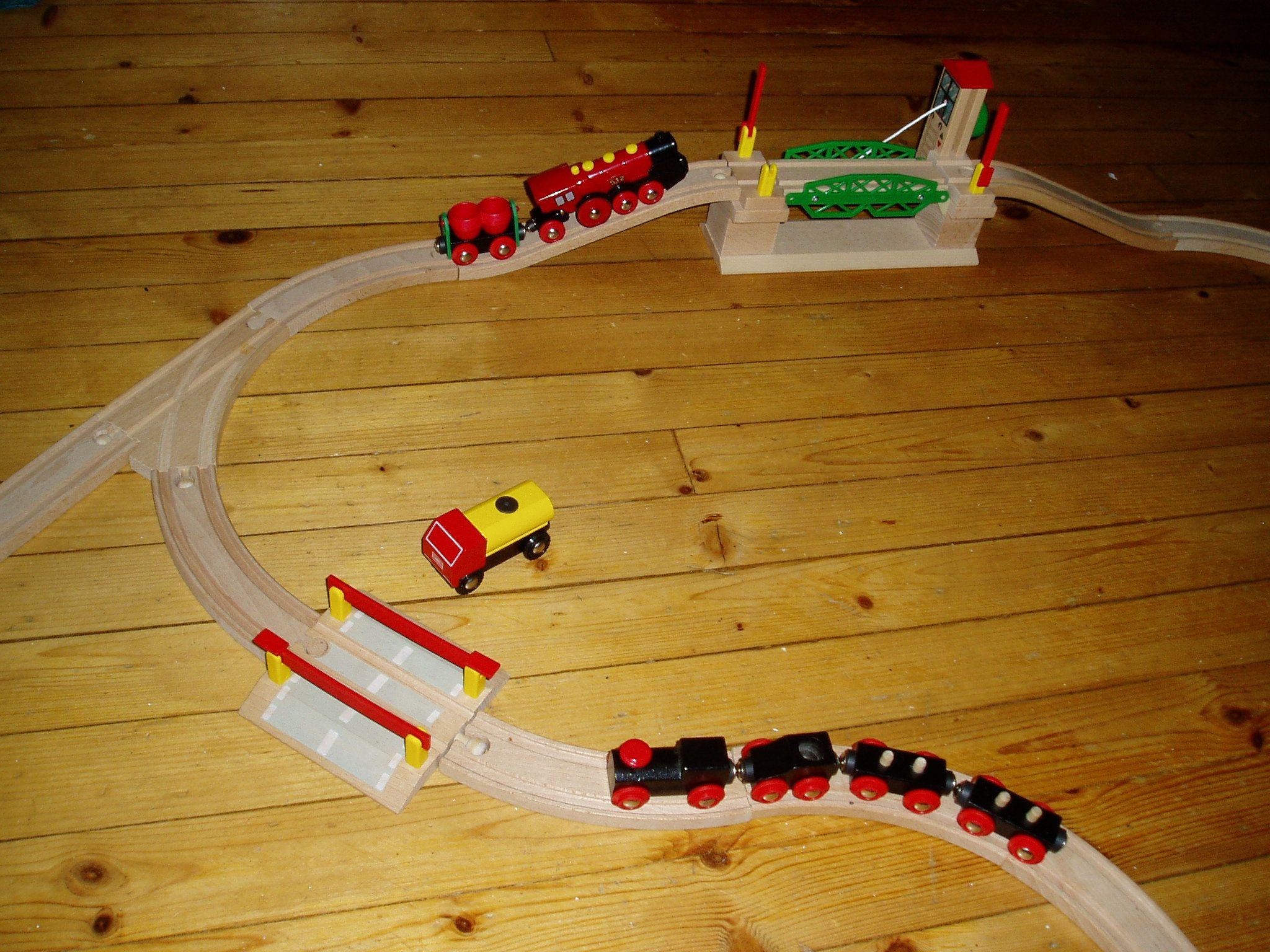
Teile einer Brio-Holzbahn.

Das bekannteste Produkt von Brio ist ihr Holzeisenbahn-System.

## Unternehmensgeschichte

Ehemaliges Logo

Ivar Bengtsson (* 1860; † 1948) wuchs im südschwedischen Picketorp auf. 1884 heiratete er Sissa Persdotter und zog mit seiner Frau in den kleinen Ort Boalt, wo er eine kleine Spankorbwerkstatt Ivar Bengtssons Korgfabrik Boalt (Ivar Bengtssons Korbwarenfabrik Boalt) hatte. Als das Unternehmen größer wurde, zog die Familie 1902 nach Osby um. 1907 konnten bereits mehr als 170 verschiedene Artikel bestellt werden. 1908 übernahmen Ivars drei Söhne Viktor, Anton und Emil Ivarsson das Unternehmen, welches im folgenden Jahr als „Bröderna Ivarsson Osby“ eingetragen wurde. Das Unternehmen wuchs schnell: 1909 umfasste der Angebotskatalog 999 verschiedene Artikel, 1912 bereits 2700 bei 10 fest angestellten Mitarbeitern und einem Umsatz von 155.000 Schwedischen Kronen. Das Brio-Warenzeichen erschien zum ersten Mal 1930 auf zwei hölzernen Spielzeug-Lastwagen, die damals etwa zwei Kronen kosteten.
1937 wurde Brio eine Gesellschaft mit beschränkter Haftung. Bei 150 Mitarbeitern erreichte das Unternehmen einen Umsatz von 4,3 Millionen schwedischen Kronen.
Von 1952 bis 1978 leitete Antons Sohn Lennart das Unternehmen. Er baute es zu einem internationalen Unternehmen aus. Die weltbekannte Brio-Bahn kam Mitte der 1950er Jahre auf den Markt.
Ende 1973 wurde in Heiligenhaus die deutsche GmbH „Brio Scanditoy“ gegründet, die 1975 nach Nürnberg umzog und 1992 in „BRIO GmbH“ umbenannt wurde.
1983 wurde der schwedische Spieleverlag Alga übernommen.
1984 gründete das Unternehmen an seinen Unternehmenssitz in Osby das BRIO Lekoseum, ein Spielzeugmuseum, in dem es eigene Produkte und die anderer Unternehmen ausstellt (zum Beispiel Barbie-Puppen und Märklin-Modelleisenbahnen). Mit vielen der Ausstellungsstücke können die Besucher auch spielen.
1997 hatte der Konzern über 1000 Mitarbeiter bei einem Umsatz von 1,41 Milliarden Schwedischen Kronen.
2002 zog die deutsche GmbH von Nürnberg in die Nachbarstadt Schwabach.
Bis 2004 leiteten Dag und Bengt Ivarsson, die Söhne von Lennart Ivarsson, in vierter Generation das Unternehmen.
Ab 2004 war die schwedische Investmentgesellschaft Proventus Hauptaktionär bei Brio. Der Umsatz des Unternehmens betrug im Jahr 2008 rund 27,7 Mio. Euro. Der Brio-Konzern unterhielt Niederlassungen in zehn Ländern und belieferte etwa 50 Länder. Während die Artikel inzwischen in China produziert wurden, entwickelte und testete Brio weiterhin in Osby.
Im Jahr 2013 erwarb Britax Römer von BRIO die Kinderwagen- und Kindersitzsparte.
Im Jahr 2015 wurde das Unternehmen vom deutschen Spielehersteller Ravensburger übernommen. Zu diesem Zeitpunkt hatte Brio nur noch 80 Mitarbeiter und machte 38 Millionen Euro Umsatz.
Der Sitz der deutschen Brio GmbH wurde 2020 von Schwabach nach Ravensburg verlegt.